# Ruscova (rivière)
La Ruscova est une rivière de montagne du nord de la Roumanie dans le județ de Maramureș.

## Géographie
La Ruscova prend sa source à 1 300 m d'altitude dans les Monts Maramureș (Munții Maramureșului), à la frontière avec l'Ukraine près du Mont Copilașu (1 611 m d'altitude) et se jette dans la Vișeu à Leordina à 402 m d'altitude.
Son cours est orienté nord-est/sud-ouest.
En amont de Poienile de sub Munte, elle est appelée Rica.
Elle traverse successivement les localités de Poienile de sub Munte, Repedea, Ruscova et Leordina.

## Hydrographie
La Ruscova est un affluent de la rive gauche de la Vișeu et un sous-affluent de la Tisa.